# Caroline (canción)
«Caroline» es una canción interpretada por la banda británica de rock Status Quo. Coescrita por el vocalista y guitarrista principal Francis Rossi y el tour manager Bob Young, «Caroline» fue publicada a finales de agosto de 1973 como el único sencillo del sexto álbum de estudio de la banda Hello!

## Antecedentes y lanzamientos
La canción fue coescrita por el vocalista y guitarrista principal Francis Rossi y el tour manager Bob Young en una servilleta en el comedor de un hotel en Perranporth, Cornwall, en 1971. Se grabó un demo con Rossi tocando la guitarra y el bajo, junto con Terry Williams en la batería. El grupo cambió el arreglo de una canción de blues lento, duplicando el tempo, y la interpretaron principalmente en vivo usando su equipo de escenario y amplificadores. En el lanzamiento del sencillo, la canción se desvanece, mientras que la versión del álbum dura unos treinta segundos más y tiene un final concluyente.
La canción se convirtió en uno de los números de apertura en el repertorio de canciones en vivo de Status Quo durante más de 25 años. Fue la segunda canción interpretada en su concierto de Live Aid en 1985, e inspiró el sencillo «Stop the Rock» de Apollo 440.
La canción se regrabó para el trigésimo primer álbum de estudio de la banda, Aquostic (Stripped Bare) (2014). Apareció en la presentación de lanzamiento del álbum de noventa minutos en el Roundhouse de Londres el 22 de octubre, y el concierto fue grabado y transmitido en vivo por BBC Radio 2 como parte de su serie In Concert.

## Créditos y personal
Créditos adaptados desde las notas de álbum.
Status Quo
- Francis Rossi – voz y guitarra líder
- Rick Parfitt – guitarra rítmica
- Alan Lancaster – bajo
- John Coghlan batería

Personal técnico
- Status Quo – producción, arreglos
- Damon Lyon-Shaw – ingeniero de audio
- Richard Manwaring – ingeniero de audio

## Posicionamiento
| Gráfica (1973)                          | Pico de posición |
| --------------------------------------- | ---------------- |
| Alemania (Offizielle Top 100)           | 36               |
| Australia (Kent Music Report)           | 31               |
| Bélgica (Flandes) (Ultratop 50 Singles) | 49               |
| Francia (SNEP)                          | 63               |
| Irlanda (Irish Singles Chart)           | 11               |
| Reino Unido (UK Singles Chart)          | 5                |

| Gráfica (1982)                 | Pico de posición |
| ------------------------------ | ---------------- |
| Irlanda (Irish Singles Chart)  | 12               |
| Reino Unido (UK Singles Chart) | 13               |

## Certificaciones y ventas
| País              | Certificación | Ventas  |
| ----------------- | ------------- | ------- |
| Reino Unido (BPI) | Oro           | 250 000 |